# Ceraspis clypealis
Ceraspis clypealis är en skalbaggsart som beskrevs av Frey 1962. Ceraspis clypealis ingår i släktet Ceraspis och familjen Melolonthidae. Inga underarter finns listade i Catalogue of Life.